# نوسازی

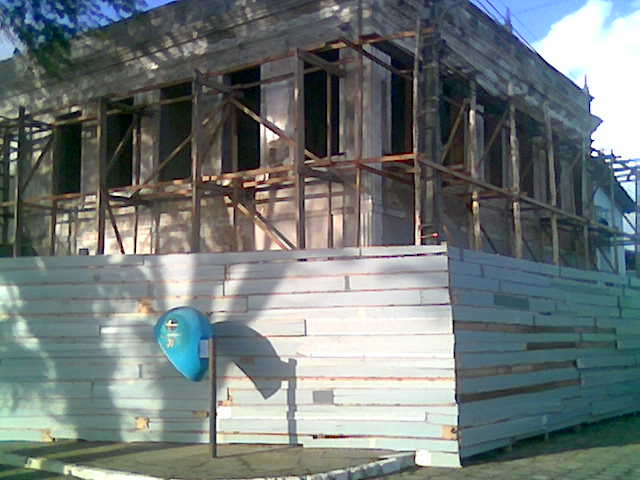
بازسازی ، ساختمان های قدیمی

نوسازی (انگلیسی: Renovation) یا بازسازی، به فرایند بهبود ساختار شکسته، آسیب دیده یا منسوخ شده گفته می‌شود. عملیات بازسازی اغلب در دو فاز تجاری یا مسکونی انجام می‌شود. در فرایندهای اجتماعی، گاهی بروز رسانی، به نوآوری یا خلق اثری نو می‌انجامد، که به عنوان مثال، گاهی بازسازی یک جامعه، به تقویت و در نهایت احیاء آن جامعه ختم می‌شود.
تعریف نوسازی شهری: نوسازی شهری عبارت است از، مجموعه اقداماتی که به منظور تداوم حیات شهری یا ارتقای آن صورت میگیرد.